# واوژنگتسوویتسه
واوژنگتسوویتسه (به لاتین: Wawrzyńcowice) یک روستا در لهستان است که در گمینا ستژلچکی واقع شده‌است. واوژنگتسوویتسه ۸۶ نفر جمعیت دارد.